# Stygnomma truxillense
Stygnomma truxillense – gatunek kosarza z podrzędu Laniatores i rodziny Stygnommatidae.
Gatunek ten opisany został po raz pierwszy w 1987 roku przez Manuela Ángela Gonzáleza-Spongę.
Pajęczak neotropikalny, endemiczny dla Wenezueli.